# Yazan Halwani
Yazan Halwani (en arabe : يزن حلواني) est un artiste et activiste libanais de Beyrouth. Il est surtout connu pour ses expositions d'art urbain, notamment des graffitis, des peintures murales et des sculptures. Ses peintures murales se trouvent sur des bâtiments à travers Beyrouth et représentent souvent des portraits d'importantes personnalités libanaises et du Moyen-Orient.

## Parcours professionnel
Halwani est diplômé de l'Université américaine de Beyrouth et de la Harvard Business School. Il commence à peindre pour protester contre la politique sectaire au Liban et pour lutter contre les divisions nées de la guerre civile libanaise (1975-1990). Son art célèbre l'héritage culturel unique du Liban et la création d'une identité nationale unifiée fondée sur des principes laïques. L'œuvre la plus reconnaissable de Yazan est la peinture murale Eternal Sabah dans le quartier de Hamra à Beyrouth, représentant le célèbre chanteur et artiste libanais Sabah. 

## Œuvres et style

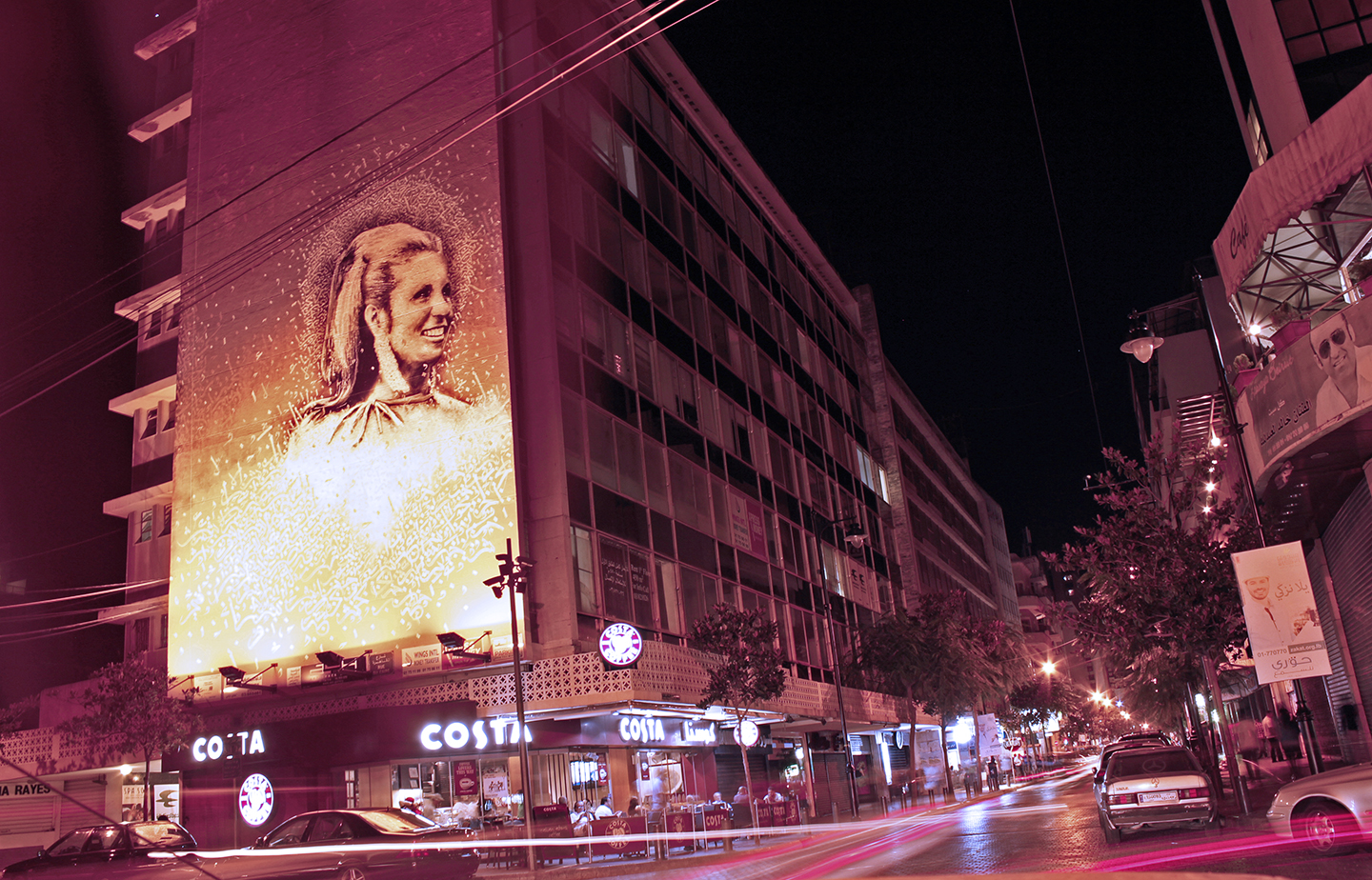
Peinture murale Sabah éternelle par Yazan Halwani sur le bâtiment Assaf à Hamra, Beyrouth

En 2007, Yazan commence à expérimenter le graffiti en profitant de la réglementation lâche sur le graffiti à Beyrouth. En 2011, il décide de changer de style et de créer un style mural indépendant de l'Occident, en prenant appui sur la calligraphie arabe et en représentant les portraits de personnes arabes. Il rapporte fréquemment que son changement de style s'est accompagné d'un changement d'attitude : « Le graffiti a une forte connotation de vandalisme, mais dans ma ville la plupart des gens font du vandalisme : guerre civile libanaise, politiciens corrompus. C'est pourquoi j'essaie de faire de mes peintures murales une expression constructive de la ville ».
Le style calligraphique de Yazan utilise des lettres arabes pour former des compositions de calligraphie arabe complexes, modernes et stylisées qui sont un élément essentiel de son travail artistique. Sa calligraphie ne se concentre pas sur le sens des mots, mais sur leur forme, leur mouvement ou leur composition : la calligraphie arabe traditionnelle pour lui a toujours été formée par le sens des mots (généralement des extraits du Coran, des poèmes ou des dictons) et la forme de la calligraphie ; Yazan défie la tradition en supprimant le sens des mots pour se concentrer uniquement sur la tâche du calligraphe. C'est pourquoi sa calligraphie est utilisée comme un "pixel" pour un portrait, une façon de noter la musique ou une façon de montrer le mouvement.
Yazan est d'abord influencé par la scène hip hop et graffiti occidental des États-Unis et d'Europe. Mais vivant au Moyen-Orient, il se tourne rapidement vers l'art du Moyen-Orient et la calligraphie arabe à travers un livre de calligraphie arabe que son oncle lui avait offert. Yazan a ensuite fait évoluer son style pour peindre des images, des mots et des lettres qui ont une touche et une inspiration orientales. Un autre élément distinctif de l'art de Yazan est l'accent mis sur les portraits comme élément central d'une peinture murale ou d'une peinture. En plus de ses peintures murales, l'artiste récemment commence à installer des sculptures en ciment dans la rue.
Les peintures murales de Yazan se caractérisent par leur taille, leurs thèmes et leurs portraits qui incluent des portraits d'artistes arabes et libanais, des icônes culturelles et des visages d'Arabes.
Ses plus grandes peintures murales sont un bâtiment complet peint avec le portrait de la chanteuse libanaise Sabah au cœur de Hamra, à Beyrouth, sur un bâtiment qui abritait avant la guerre du Liban le café Horseshoe, un lieu de rencontre populaire pour les artistes et écrivains arabes tels que Paul Guiragossian, Nizar Qabbani et Mahmoud Darwich. Une autre peinture murale en Allemagne qui a attiré l'attention internationale était intitulée Le vendeur de fleurs qui représente un enfant syrien appelé Fares qui vend des fleurs à Beyrouth et qui est mort pendant la guerre civile syrienne,.
En 2018 est érigé à Beyrouth un « arbre de la mémoire », œuvre de Yazan Halwani ; il s'agit du mémorial de la Grande Famine à Beyrouth. Les feuilles de l'arbre sont ciselées de mots calligraphiés en arabe ; elles reprennent des extraits de textes écrits par des auteurs libanais sur la famine du Mont-Liban en 1915-1918, qui entraîne la mort de 150 000 habitants du pays,.

## Expositions

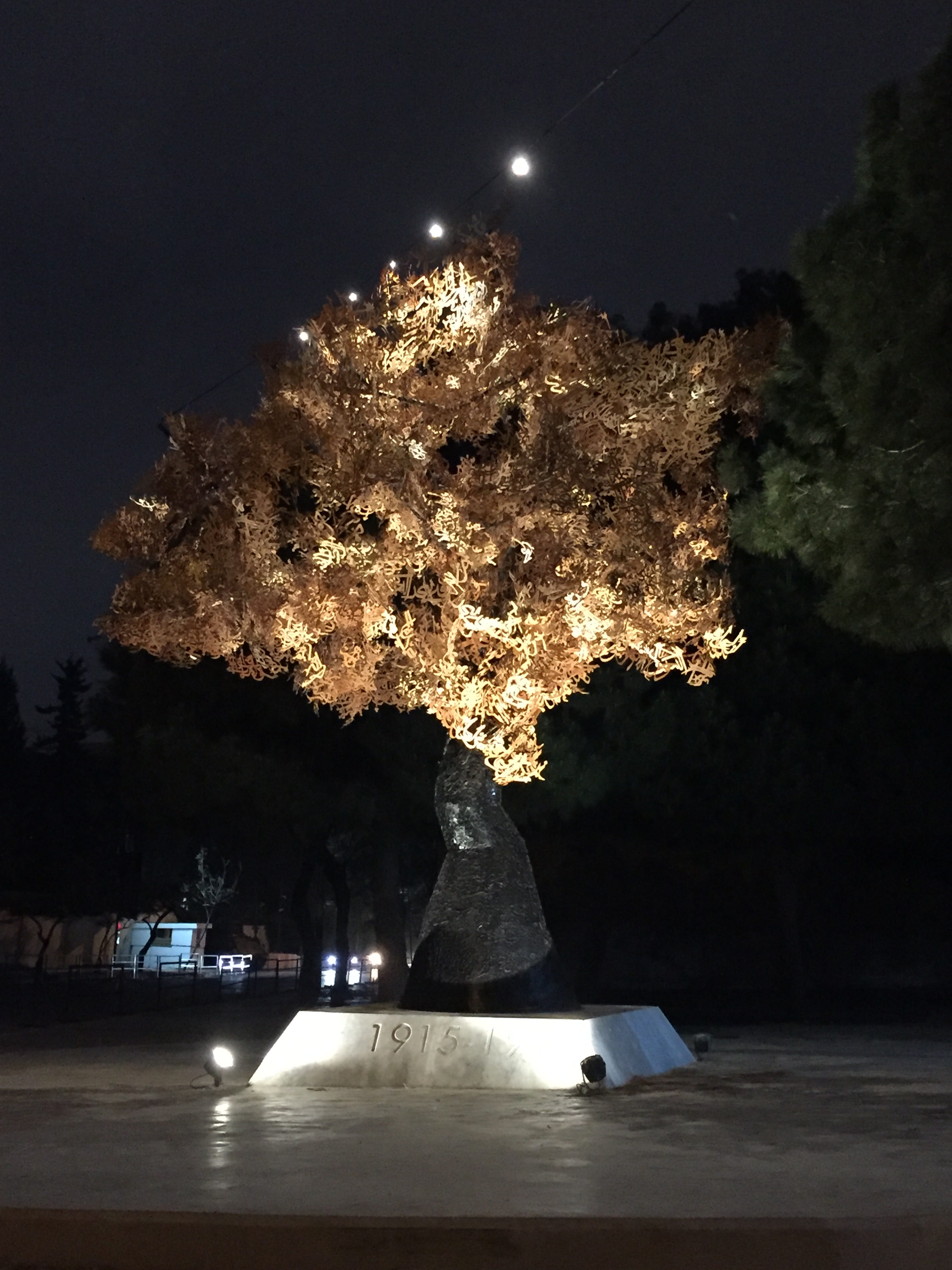
L'«arbre de la mémoire», place de la Grande Famine à Beyrouth

- Septembre 2015 : Huna/k, Dortmund (Allemagne),
- Mars novembre 2015 : UrbanArt Biennale 2015, Sarrebruck (Allemagne),
- Juin 2015 : 32Bis, Tunis (Tunisie),
- Avril juillet 2015 : « Du Bronx aux Rues Arabes » à l'Institut du Monde arabe, Paris (France),
- Février 2015 : Horouf Art Exhibition, Dubaï (Émirats Arabes Unis),
- Août 2014 : Musée en plein air de Djerbahood, Djerba (Tunisie),
- Novembre 2014 : Singapore Art Fair, Singapour (Singapour),
- Mai 2014 : Liquid Art House, Boston (États-Unis),
- Mars avril 2014 : Courtyard Gallery, Dubaï (Émirats Arabes Unis),

## Prix et reconnaissances
- 2017 : médaillé d’or en peinture, aux VIIIe Jeux de la Francophonie à Abidjan (Côte d'Ivoire).

## Galeries

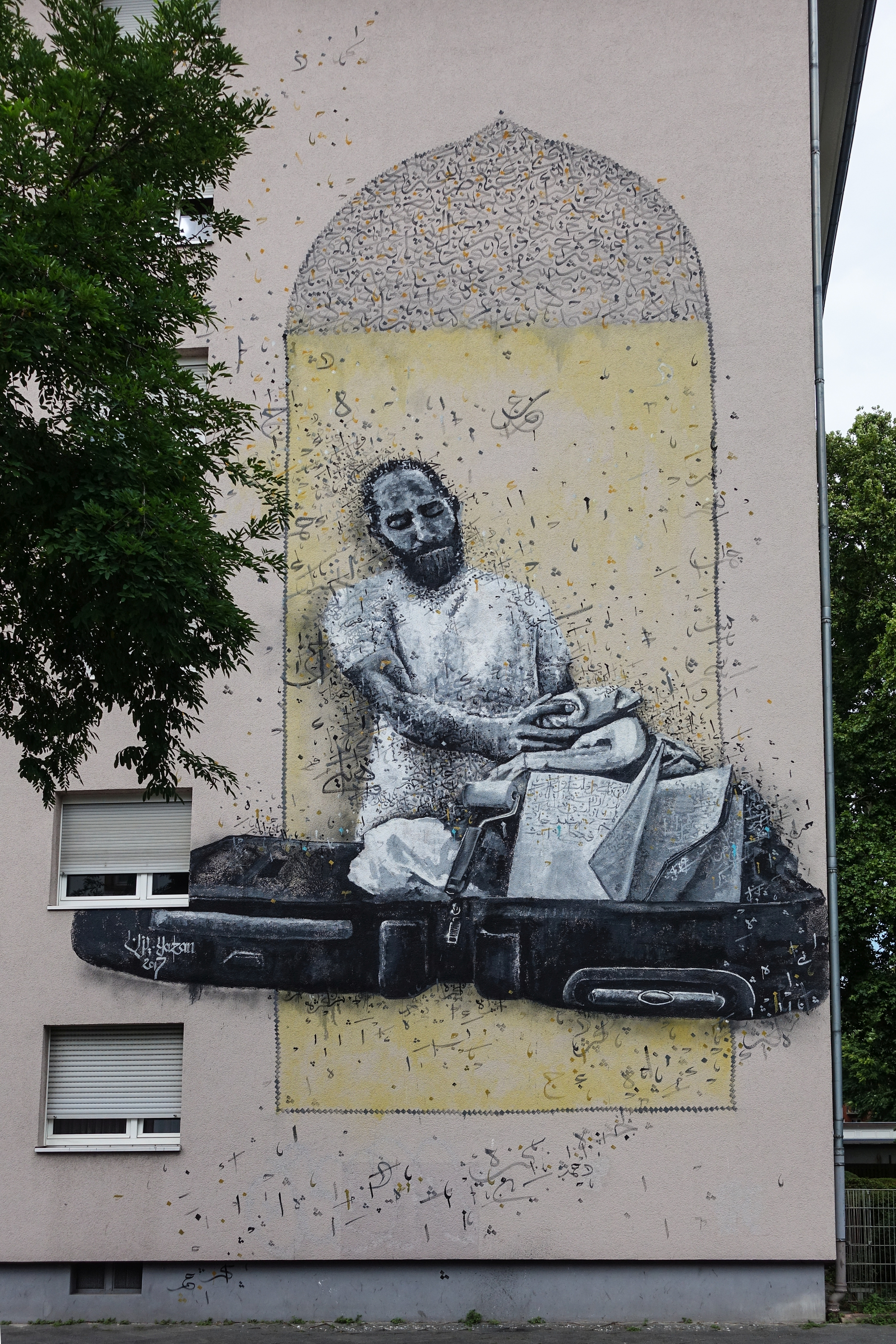
The inevitability of leaving things behind, en Allemagne (2017)
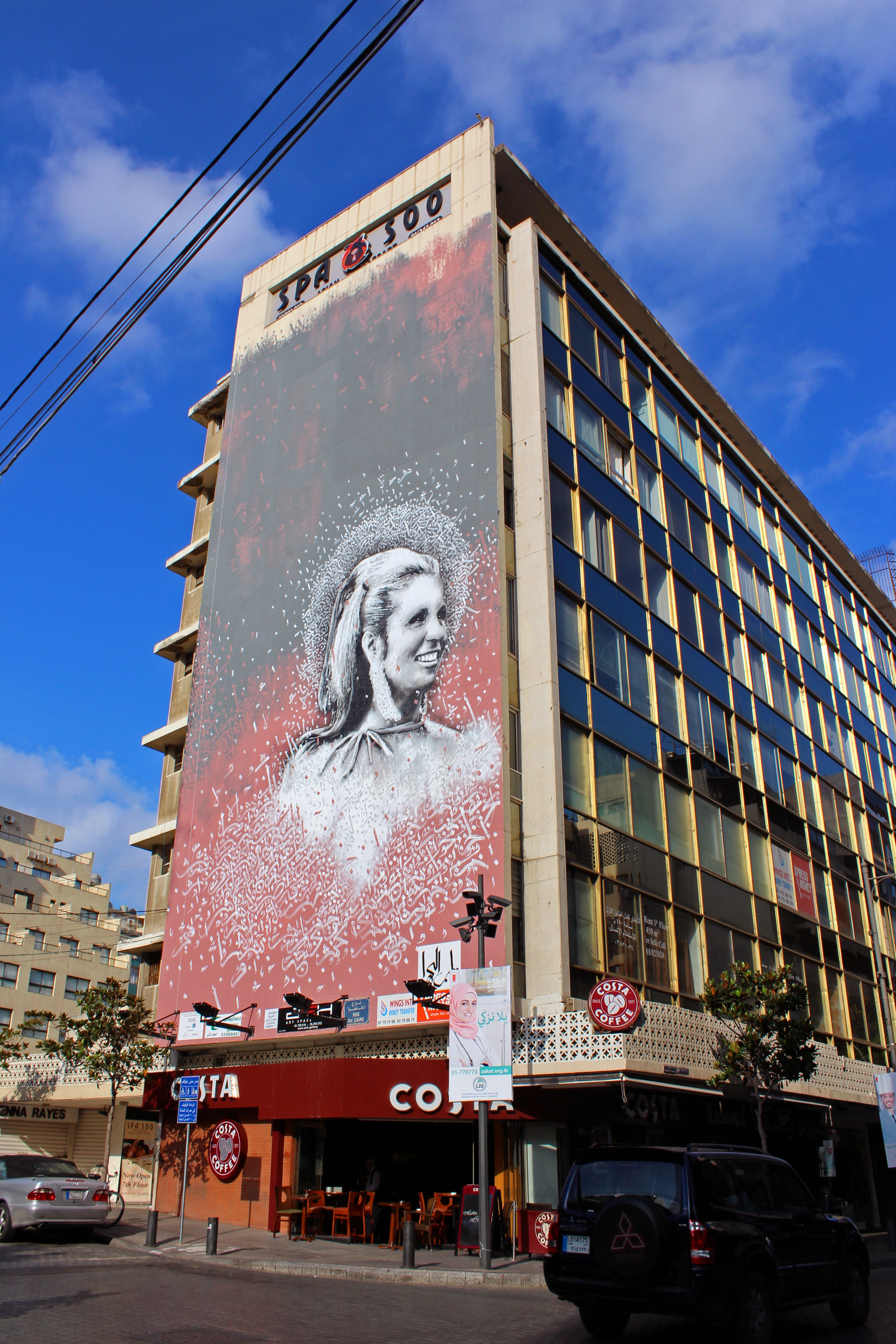
Fresque Éternelle de Sabah, sur le bâtiment d'Assaf à Hamra, Beyrouth.
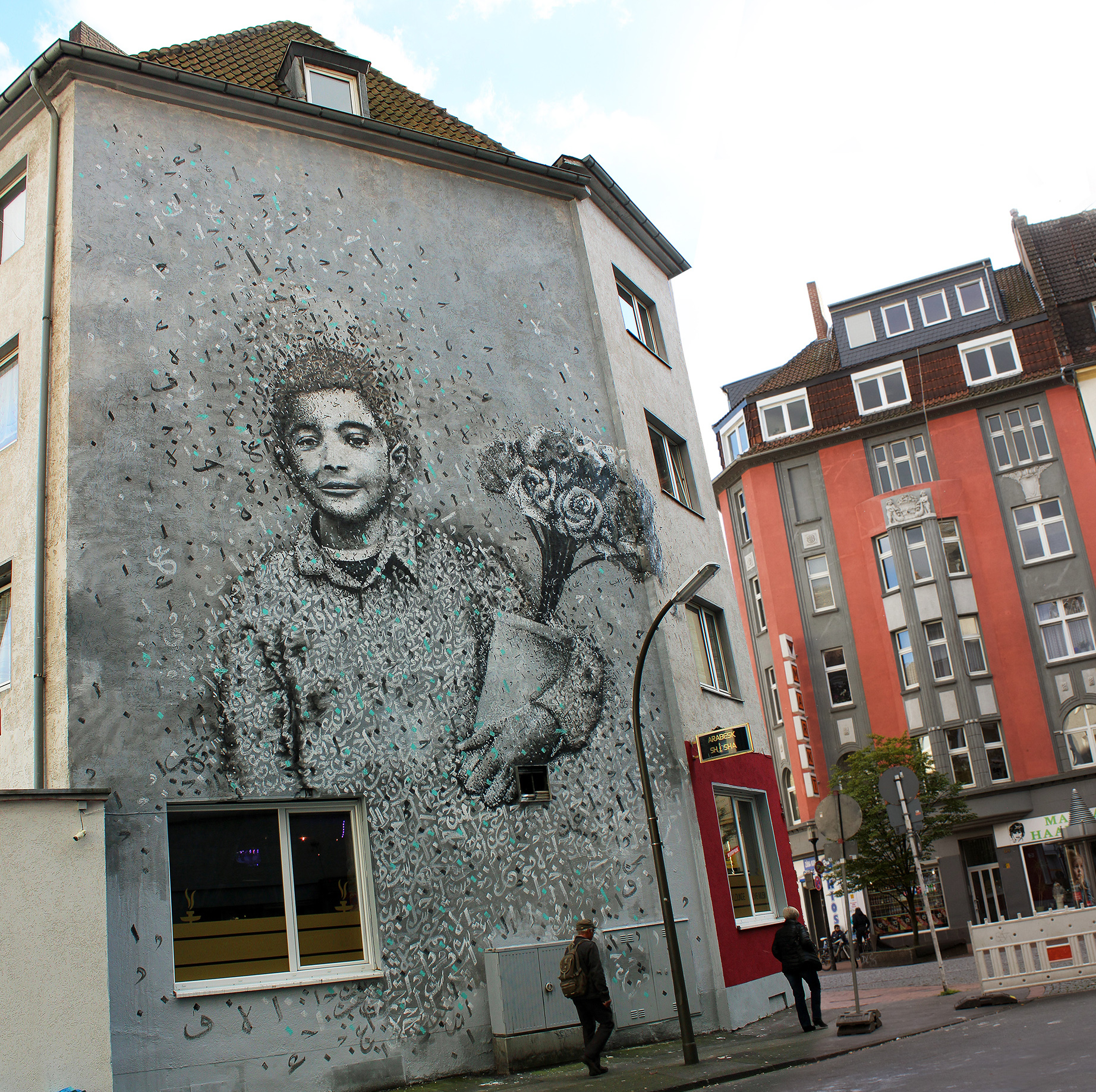
Le vendeur de fleurs, à Dortmund